# Never Say Die (film, 2017)
Pour les articles homonymes, voir Never Say Die.
Pour plus de détails, voir Fiche technique et Distribution.
Never Say Die (羞羞的铁拳, Xiu xiu de tie quan) est une comédie chinoise réalisée par Song Yang et Zhang Chiyu, sortie le 29 septembre 2017.
Il totalise plus de 300 millions $ au box-office chinois de 2017, profitant cependant de l'absence de films étrangers durant sa période d'exploitation.

## Synopsis
Un boxeur et une journaliste échangent leurs corps accidentellement et se retrouvent dans une série d’aventures rocambolesques.